# PGM-17 ソー
PGM-17 ソー(Thor)は冷戦期の、核弾頭を搭載可能な射程2,400kmのアメリカ合衆国の準中距離弾道ミサイル (MRBM) である。アメリカ空軍のほか、イギリスにも配備され、イギリス空軍 (RAF) によっても運用されたが、キューバ危機後に撤去された。
「Thor」とは北欧神話の雷の神「トール」のことであり、英語では「ソー」もしくは「ソァ（ソア）」と発音する。

## 概要
ソー弾道ミサイルは1段式の液体燃料ロケットである。酸化剤には液体酸素、燃料にはケロシンを用いている。ソー弾道ミサイルを1段目に用い、2段目以降を追加したソーは、打ち上げロケットシリーズとして様々な構成で開発・使用され、後にデルタロケットに改称のうえ発展している。
ソーの開発は1954年から開始された。1955年にダグラス社が担当となり、XSM-75の名称で開発されることとなった。1957年1月25日にはケープカナベラル空軍基地で試射が行なわれた。1958年から部隊配備が開始された。
ソー・ミサイルは地上配備であり、水平状態で保管され、発射時に垂直に立てられ打ち上げられた。発射に際しては燃料充填など15分ほどの準備時間を要した。ミサイル先端にMk2再突入体があり、W49核弾頭（核出力1.45MT）を搭載している。
最大射程は約2,400kmほどであるため、ソ連中枢部を射程内に入れるためにイギリス本土に発射基地を設ける必要があった。イギリスには最大60基ほどが展開し、イギリス空軍の20個中隊にミサイルが配備されていた。キューバ危機の影響やアトラスなどの大陸間弾道ミサイルが実用化されてきたことに伴い、1963年には退役した。このほか、プログラム437の名称で、ジョンストン島に衛星攻撃兵器としてソー・ミサイルが配備されていた。人工衛星を核攻撃する目的のものであり、これだけは1975年まで配備が継続された。